# Thoubal
Thoubal é uma cidade  no distrito de Thoubal, no estado indiano de Manipur.

## Geografia
Thoubal está localizada a 24° 38′ N, 94° 01′ L. Tem uma altitude média de 765 metros (2509 pés).

## Demografia
Segundo o censo de 2001, Thoubal tinha uma população de 41,149 habitantes. Os indivíduos do sexo masculino constituem 50% da população e os do sexo feminino 50%. Thoubal tem uma taxa de literacia de 69%, superior à média nacional de 59.5%: a literacia no sexo masculino é de 80% e no sexo feminino é de 58%. Em Thoubal, 13% da população está abaixo dos 6 anos de idade.